# Associazione Sportiva Siracusa 1939-1940
Questa voce raccoglie le informazioni riguardanti l'Associazione Sportiva Siracusa nelle competizioni ufficiali della stagione 1939-1940.

## Rosa
| N. |                   | Ruolo | Calciatore         |
| -- | ----------------- | ----- | ------------------ |
|    | Italia (bandiera) | C     | Umberto Ambrogio   |
|    | Italia (bandiera) | D     | Francesco Barcio   |
|    | Italia (bandiera) | P     | Vittorio Bearzi    |
|    | Italia (bandiera) | C     | Pietro Cancellieri |
|    | Italia (bandiera) | C     | L. Carpinteri      |
|    | Italia (bandiera) | A     | Renato Feliciani   |
|    | Italia (bandiera) | C     | Marcello Gallitto  |
|    | Italia (bandiera) | D     | A. Gentile         |
|    | Italia (bandiera) | A     | Sebastiano Massara |
|    | Italia (bandiera) | A     | Silvio Mazzoli     |
|    | Italia (bandiera) | A     | Livio Moro         |
|    | Italia (bandiera) | C     | Calogero Nobile    |
|    | Italia (bandiera) | A     | Sergio Peresson    |

| N. |                   | Ruolo | Calciatore        |
| -- | ----------------- | ----- | ----------------- |
|    | Italia (bandiera) | A     | Antonio Peternel  |
|    | Italia (bandiera) | D     | Oronzo Pugliese   |
|    | Italia (bandiera) | C     | Renato Quartarone |
|    | Italia (bandiera) | P     | Giovanni Roberto  |
|    | Italia (bandiera) | P     | L. Rodino         |
|    | Italia (bandiera) | C     | Ottavio Rossi     |
|    | Italia (bandiera) | C     | Egizio Rubino     |
|    | Italia (bandiera) | C     | Sergio Russinov   |
|    | Italia (bandiera) | A     | A. Salvo          |
|    | Italia (bandiera) | A     | Alvise Spanghero  |
|    | Italia (bandiera) | P     | Paolo Stella      |
|    | Italia (bandiera) | D     | Augusto Toso      |
|    | Italia (bandiera) | A     | Giovanni Vecchina |

### Coppa Italia
| Arbitro: | Rizzo (Messina) |

|                        |           |              |
| 75’ (rig.) Cancellieri | Marcatori | Sabbioni 52’ |

| Agrigento 7 settembre 1939 Turno preliminare - ripetizione | Agrigento         | 0 – 0 (d.t.s.) | Siracusa | Campo sportivo di piano San Filippo\| Arbitro: \| Nocentini (Prato) \| |
| Arbitro:                                                   | Nocentini (Prato) |                |          |                                                                        |

| Arbitro: | Cilento (Soverato) |

|  |           |             |
|  | Marcatori | 30’ Mazzoli |

| Arbitro: | Altomare (Taranto) |

|           |           |                              |
| 41’ Lenzi | Marcatori | 63’ (rig.) Mori 75’ Peternel |

| Arbitro: | Mazza (Torre del Greco) |

|              |           |  |
| 59’ Vecchina | Marcatori |  |

| Arbitro: | Camiolo (Milano) |

|                                                     |           |                  |
| 38’ (autorete) Pugliese 39’ Gei 61’ Moretti 72’ Gei | Marcatori | 6 e 28’ Peresson |